# Lucey (Savoie)
Lucey is een gemeente in het Franse departement Savoie (regio Auvergne-Rhône-Alpes) en telt 283 inwoners (2005). De plaats maakt deel uit van het arrondissement Chambéry.

## Geografie
De oppervlakte van Lucey bedraagt 6,1 km², de bevolkingsdichtheid is 46,4 inwoners per km². De gemeente grenst aan de Rhône.
De onderstaande kaart toont de ligging van Lucey (Savoie) met de belangrijkste infrastructuur en aangrenzende gemeenten.

## Demografie
Onderstaande figuur toont het verloop van het inwonertal (bron: INSEE-tellingen).